# حوذان مصقول الأوراق
الحوذان مصقول الأوراق (باللاتينية: Ranunculus ophioglossifolius) نوع نباتي يتبع جنس الحوذان من الفصيلة الحوذانية.

## الموئل والانتشار
موطنه الأصلي بلاد الشام وأوروبا.